# Jessica Green
Jessica Lauren Green (Tasmania, Australia; 11 de febrero de 1993) es una actriz australiana. Es conocida por sus papeles principales como Kiki en el drama adolescente Lightning Point, como Cleopatra en la serie de Netflix Roman Empire y como Talon en la serie de The CW The Outpost.

## Biografía
Green nació en la isla de Tasmania, Australia. A la edad de 19 años, sus habilidades en artes marciales le valieron el papel principal como Kiki en la serie de fantasía para adolescentes Lightning Point. Con una mínima formación previa en la actuación, Green trabajó durante seis meses con un entrenador de actuación durante el rodaje de la serie. En 2014, Green apareció como Amber en la película australiana de drama criminal Rise, y como Rebecca en la película de terror sobrenatural de 2016 Red Billabong. En 2018, Green consiguió el papel principal como Cleopatra en la segunda temporada de la serie Roman Empire.
Entre 2018 y 2021, Green interpretó al personaje de Talon, la última superviviente de su raza, los Blackbloods, en la serie de televisión dramática de fantasía y aventuras de la cadena The CW, The Outpost. Según informes, Green realizó sus propias acrobacias y escenas de lucha durante el rodaje, con solo heridas leves. Green emplea un estricto régimen de acondicionamiento físico con un entrenamiento diario bien disciplinado, además de mantener una dieta y estilo de vida saludables.
En 2019, asistió a los Premios Saturn de 2018 en Avalon Hollywood, Los Ángeles, para representar a The Outpost, cuando fue nominada a Mejor Serie de Televisión de Fantasía.
Green reanudó el rodaje de la tercera temporada de The Outpost en Serbia a finales de 2020, junto a sus compañeros actores Jake Stormoen y Anand Desai-Barochia. The CW anunció que la tercera temporada de The Outpost se extenderá por 13 episodios más hasta 2021.

## Filmografía

### Cine
| Cine | Cine                                       | Cine          | Cine         |
| Año  | Título                                     | Papel         | Notas        |
| ---- | ------------------------------------------ | ------------- | ------------ |
| 2014 | Rise                                       | Amber         |              |
| 2016 | Red Billabong                              | Rebecca       |              |
| 2017 | Piratas del Caribe: La venganza de Salazar | Townswoman    |              |
| 2019 | Cino                                       | Isabelle      | Cortometraje |
| 2022 | Sparkle: a Unicorn Tale                    | Natalie       | DVD          |
| 2023 | Air                                        | Katrina Sainz |              |

### Televisión
| Televisión | Televisión                       | Televisión           | Televisión                    |
| Año        | Título                           | Papel                | Notas                         |
| ---------- | -------------------------------- | -------------------- | ----------------------------- |
| 2012       | Lightning Point                  | Kiki                 | Papel principal; 26 episodios |
| 2017       | Dirty, Clean, & Inbetween        | Laura                | Película para televisión      |
| 2018       | Ash vs. Evil Dead                | Lexx                 | Episodio: «The Mettle of Man» |
| 2018       | Stage Mums                       | Asistente de casting | Episodio: «The Waiting Room » |
| 2018       | Roman Empire                     | Cleopatra            | Papel principal (temporada 2) |
| 2018–2021  | The Outpost                      | Talon                | Papel principal; 49 episodios |
| 2023       | FBI: International               | Cici                 | Episodio: «BHITW»             |
| 2025       | The Librarians: The Next Chapter | Charlie Cornwall     | Papel principal               |